# Шашень

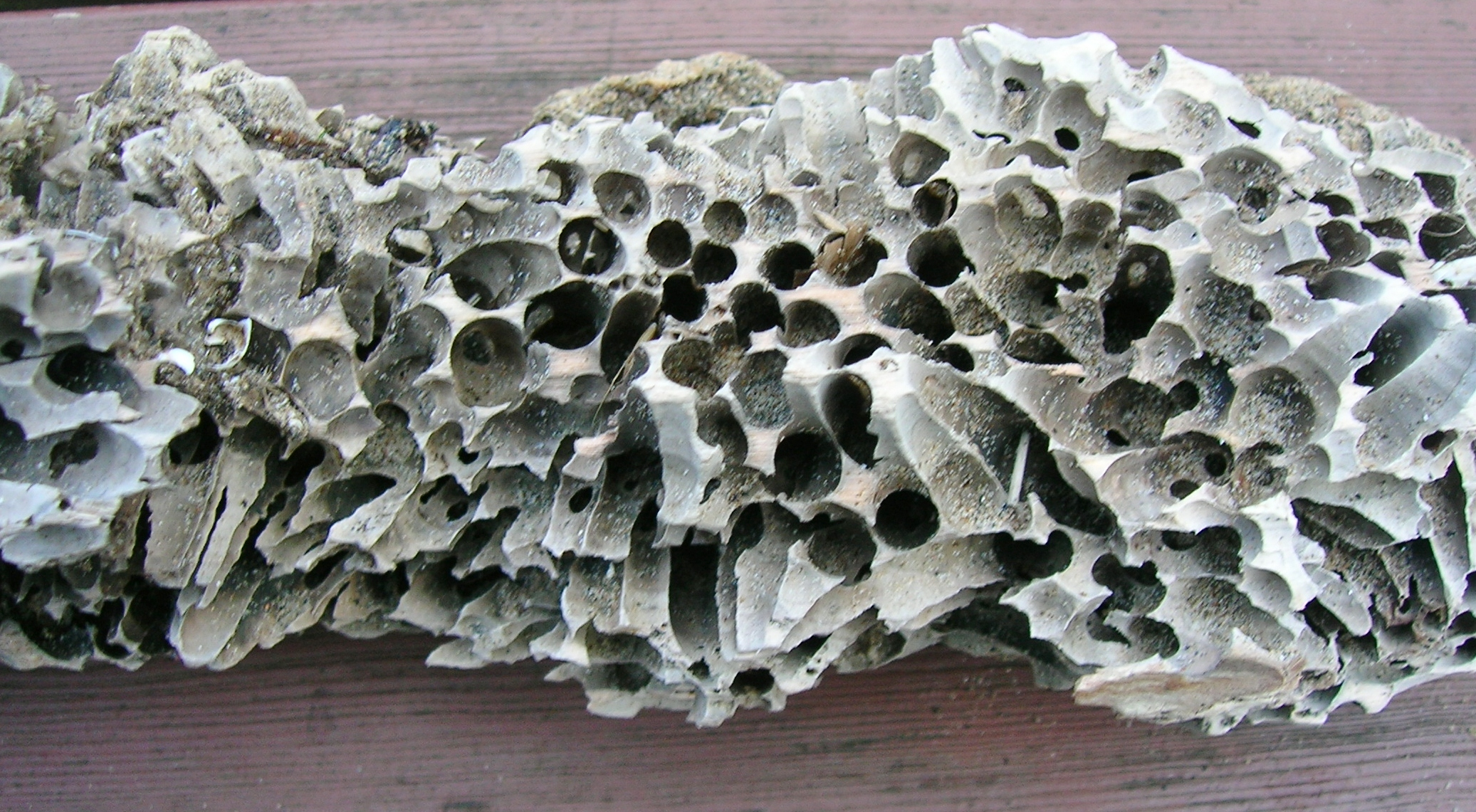
Разрушения дерева, вызванные шашнем

Шашень (лат. Teredo navalis) — вид морских двустворчатых моллюсков из семейства корабельных червей.
Вид происходит из северо-восточной части Атлантического океана, завезён в Балтийское море, Средиземное море и восточную часть Тихого океана.
Длинное и червеобразное тело моллюска достигает в длину в среднем 20 см, максимальная длина — 50 см. Окраска тела красноватого цвета. В передней части тела находится створка, состоящая из двух частей, приспособленная для сверления древесины. Передняя часть тела имеет две треугольной формы известняковые раковины размером 2 см. Они используются, как шило, чтобы проколоть и расширить в древесине ход.
Моллюск обитает на подводных деревянных конструкциях, проделывает в них ходы, которые ослабляют структуру дерева. Питается в основном древесиной, а также некоторыми водорослями. Симбиотические азотфиксирующие бактерии производят ферменты, помогающие в процессе переваривания древесной целлюлозы.
Асинхронный гермафродит, может несколько раз менять пол. За год может произвести от 1 до 5 млн яиц. Продолжительность жизни составляет 1—3 года.
Вред, причиняемый моллюском, был широко известен в античном мире. Египтяне защищали корабли при помощи краски, китайцы строили корабли с двойной оболочкой, между которыми помещали козьи шкуры. Римляне пытались покрывать подводную часть галер металлом, позднее они открыли ядовитые соединения цинка и меди.